# Bank of China Tower (Hongkong)

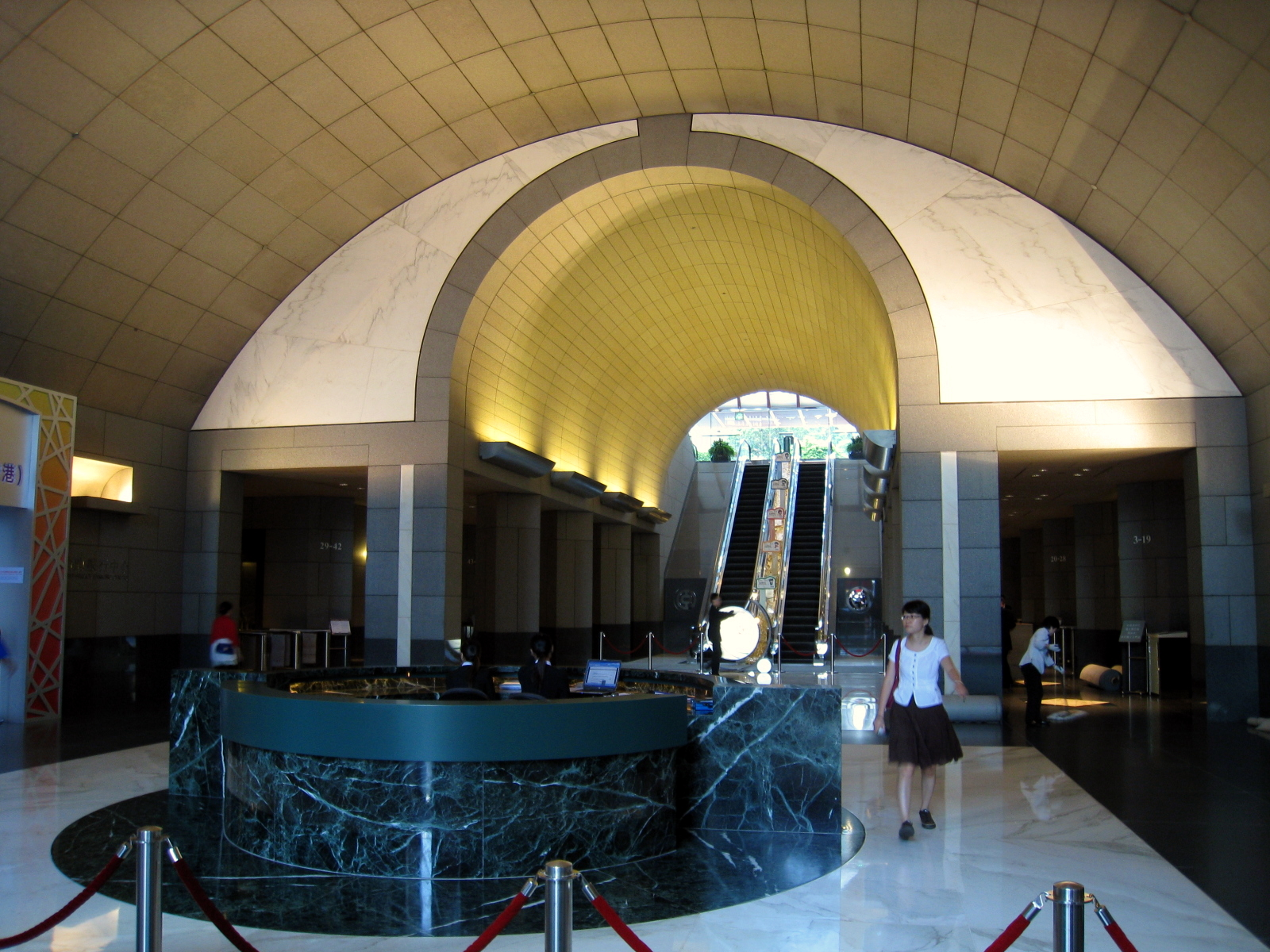
Lobby

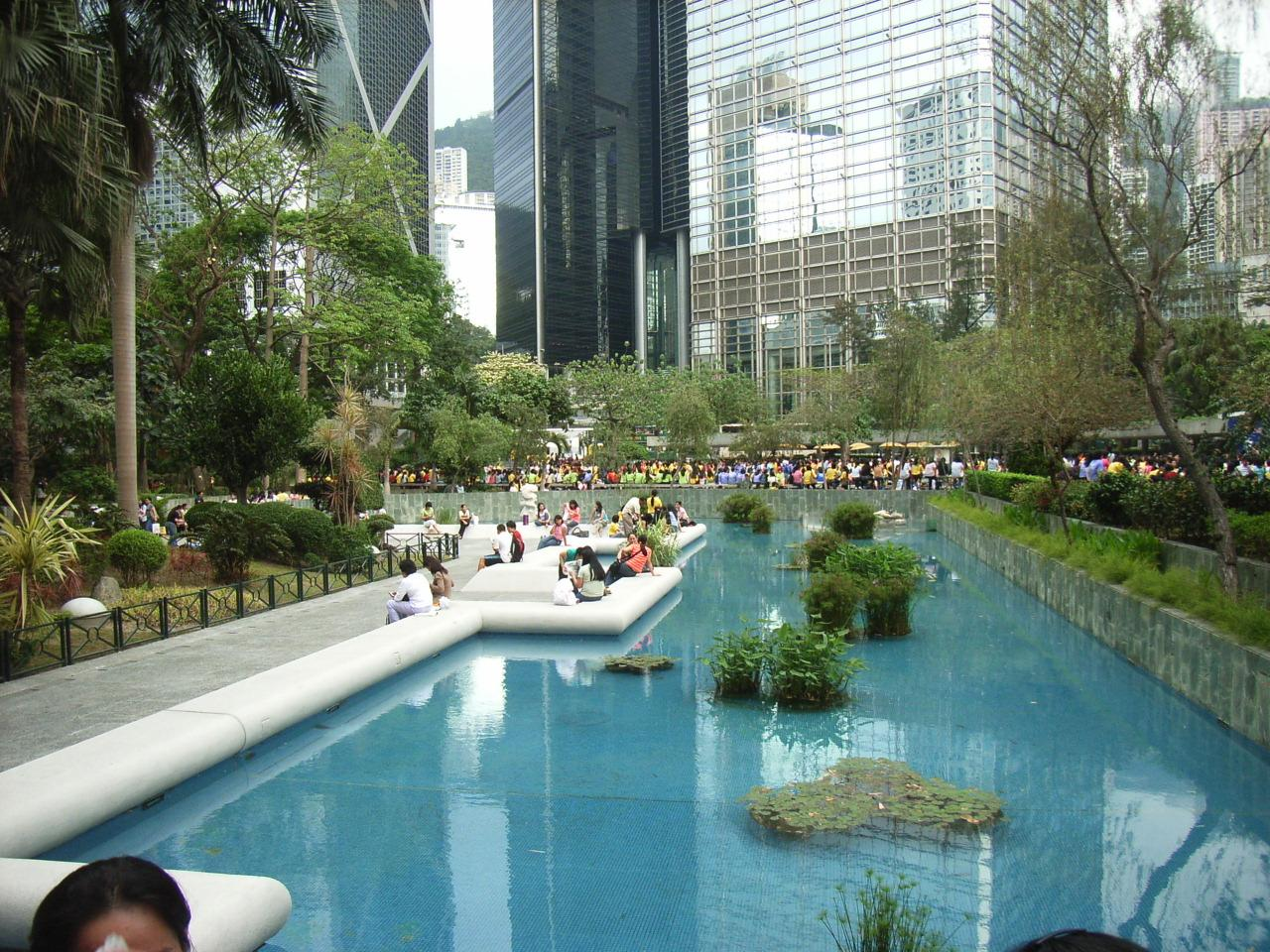
De Chater Garden, tuin aan de voet van het gebouw.

De Bank of China Tower (Chinees:中銀大廈) is een wolkenkrabber in Hongkong, China. Het gebouw dient als hoofdkantoor van de "Bank of China (Hongkong)", een dochteronderneming van de Bank of China. Het was het hoogste gebouw in Azië van 1989 tot 1992 totdat het in hoogte overtroffen werd door het Central Plaza. Het gebouw werd ontworpen door de gerenommeerde Chinees-Amerikaanse architect Ieoh Ming Pei.

## Constructie
De constructie van het gebouw begon op 18 april 1985, na ruim 5 jaar vond de opening plaats op 17 mei 1990. Het gebouw bereikte zijn hoogste punt op 8 augustus 1988.
De Bank of China Tower was het eerste gebouw buiten de Verenigde Staten dat hoger was dan 1000 voet. De gehele planning en constructie van het gebouw waren experimenteel aangezien de Aziaten nog weinig ervaring hadden met zulke structuren. Daarbovenop vereiste de wolkenkrabber experimentele bouwtechnieken vanwege haar onregelmatige structuur. Vooral de plaatsing van het ruim 2,5 cm dikke reflecterende glas was experimenteel, daarom werd het geprefabriceerd en daarna werden de ruim 10.000 stukken op hun plaats gebracht.
Het gebouw is als het ware een fusie van vier verschillende losstaande torens op een granieten ondergrond, zij vormen samen het gebouw dat door hun verschillende hoogtes onregelmatig lijkt. De structuur van het gebouw symboliseert groeiend bamboe, in de Chinese cultuur beeldt dat kracht, vitaliteit en progressie uit.
De gehele structuur wordt ondersteund door 5 staalkolommen op de hoeken van het gebouw. Deze staalkolommen zijn uitgerust met driehoekige kaders die het gewicht op de 5 kolommen overbrengen. De unieke geometrische samenstelling van het gebouw zorgt ervoor dat een zeer onregelmatige façade ontstaat. Door deze unieke samenstelling weerkaatst het licht diffuus waardoor het gebouw de schittering van een parel krijgt.

## Feng Shui
Het gebouw wordt bekritiseerd door aanhangers van Feng Shui vanwege de scherpe hoeken in het gebouw en de verschillende kruis-vormen in het originele ontwerp. Vanwege de grote druk heeft Pei het gebouw enigszins aangepast. Naar de leer van Feng Shui symboliseren sommige hoeken van het gebouw een hakmes. Dit 'hakmes' wijst richting het HSBC Hongkong-hoofdgebouw, uit onvrede van de eigenaren en werknemers van dat gebouw.

## Attributen
In het gebouw bevindt zich een 15-verdiepingen hoog atrium.
Een klein observatiedek op de 42e verdieping is open voor publiek en geeft een uitzicht richting noordwesten over Hongkong. Het observatiedek op de 70e verdieping is alleen op afspraak open.
Het is een van de 18 gebouwen die deel uitmaakt van het ' Hong Kong Tourism Commission's Victoria Harbour Lighting Plan '.